# La Luz de Quintana
La Luz de Quintana är en ort i Mexiko.   Den ligger i kommunen Abasolo och delstaten Guanajuato, i den centrala delen av landet, 270 km väster om huvudstaden Mexico City. La Luz de Quintana ligger 1 723 meter över havet och antalet invånare är 169.
Terrängen runt La Luz de Quintana är platt åt nordost, men åt sydväst är den kuperad. Runt La Luz de Quintana är det ganska tätbefolkat, med 166 invånare per kvadratkilometer. Närmaste större samhälle är Abasolo, 10,4 km sydväst om La Luz de Quintana. Trakten runt La Luz de Quintana består till största delen av jordbruksmark.